# Sipare-Pare
Sipare-Pare is een bestuurslaag in het regentschap Batu Bara van de provincie Noord-Sumatra, Indonesië. Sipare-Pare telt 6140 inwoners (volkstelling 2010).